# 密山镇
密山镇，是中华人民共和国黑龙江省鸡西市密山市下辖的一个乡镇级行政单位。

## 行政区划
密山镇下辖以下地区：
长青村、双胜村、牧副村、双跃村、铁西村、新路村、新农村、新华村、新山村、新丰村、新林村、新治村、新和村和新鲜村。